# عشق کور است
عشق کوری است (به انگلیسی Love is blindness) یکی از آهنگ‌های راک گروه مشهور یوتو (به انگلیسی U2) است. این آهنگ دوازدهمین و آخرین آهنگ آلبوم سال ۱۹۹۱ این گروه یعنی «مواظب باش عزیزم» (به انگلیسی Achtung Baby) است. این آهنگ به دست رهبر گروه (بونو) در هنگام ساخت آلبوم قبلی نوشته شد و برای خوانند مورد علاقه‌اش نینا سیمون (به انگلیسی Nina Simone) در نظر گرفته شده بود و گروه یوتو بعد از خواند آهنگ با او تصمیم گرفت که آهنگ را برای آلبوم بعدی یعنی «مواظب باش عزیزم» نگه دارد. در هنگام تهیه آلبوم، گیتاریست گروه د ادج (به انگلیسی The Edge) از همسرش آیسلین او سولیوان (به انگلیسی Aislinn O'Sullivan) جدا شد و این جدایی نیز بر این آهنگ اثر زیادی گذاشت. این آهنگ توصیفی از شکست عشقی و به همراه تم شخصی دارای استعاره ای از وقایع تروریسم است.